# أماندوس أدامسون

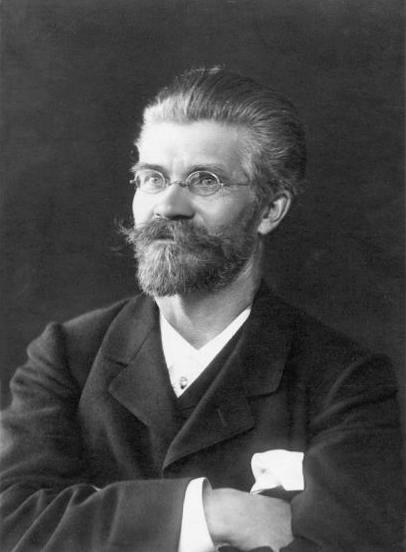
أماندوس أدامسون في عام 1914.

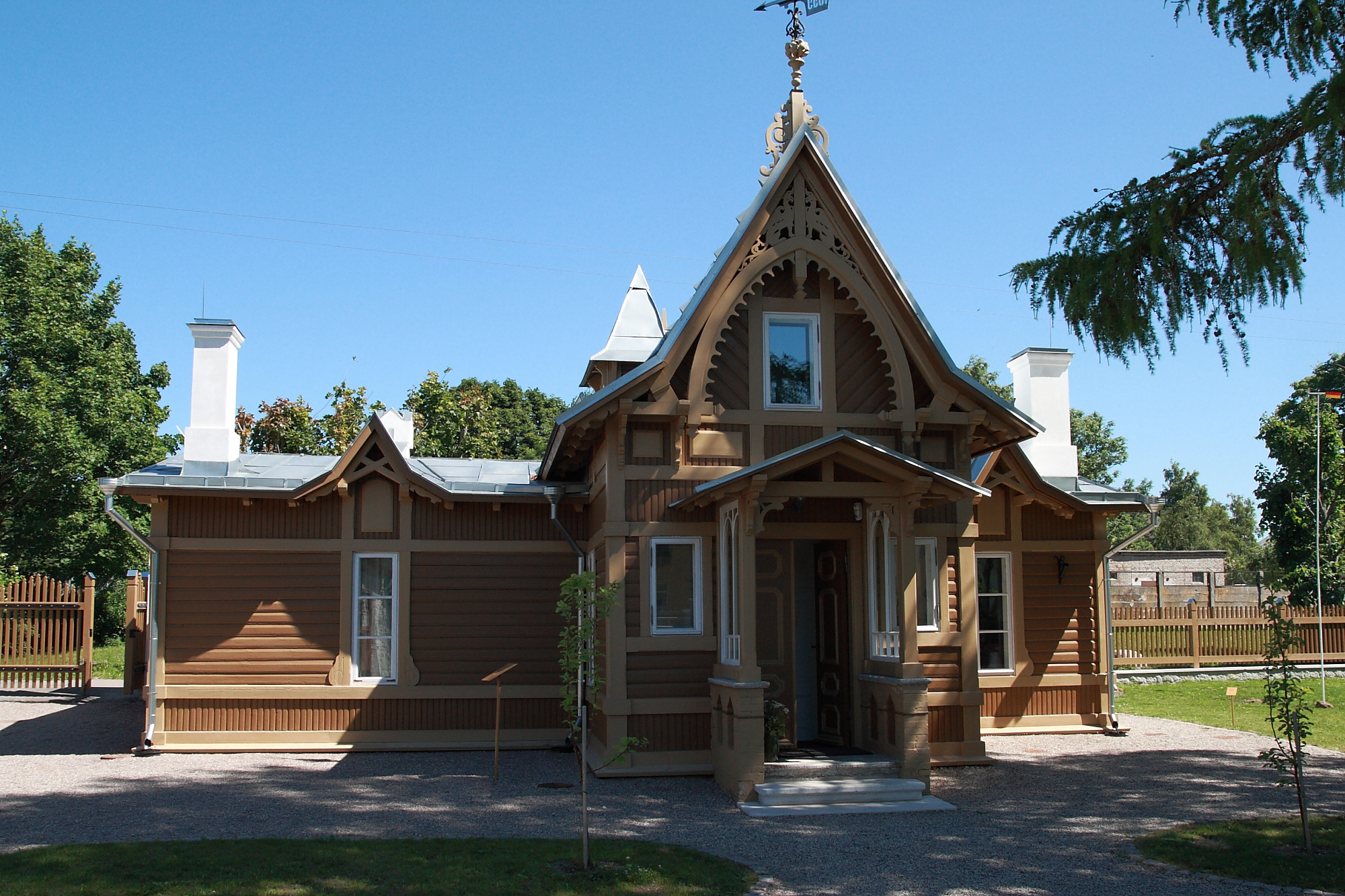
منزل في بالديسكي حيث عاش وعمل أماندوس أدامسون.

أماندوس هاينريش أدامسون (بالإنجليزية: Amandus Heinrich Adamson) (ولد في 12 نوفمبر 1855 بالقرب من بالديسكي، إستونيا، ثم الإمبراطورية الروسية - 26 يونيو 1929 في بالديسكي، إستونيا) كان نحاتًا ورسامًا إستونيًا.

## حياته
ولد في عام 1855 لعائلة بحرية تتكلم باللغة الإستونية في أوغا-راتسيبا، بالقرب من بالديسكي على خليج فنلندا. والده، من أصل سويدي محلي جزئيًا   و كان قبطان سفينة تجارية حسب المهنة، أبحر إلى الولايات المتحدة في عام 1860، وشارك في الحرب الأهلية الأمريكية، لكنه لم يعد أبدًا إلى إستونيا وفقد الاتصال بوالده والأسرة بعد عام 1869.
برع في نحت الخشب في صغره. انتقل إلى سانت بطرسبرغ عام 1875 للدراسة في الأكاديمية الإمبراطورية للفنون تحت إشراف ألكسندر بوك. بعد التخرج، واصل العمل نحّاتاً ومعلّماً في سانت بطرسبرغ؛ انقطع عن التعليم من 1887 حتى 1891 للدراسة في باريس وإيطاليا، متأثرًا بالنحاتين الفرنسيين جول دالو وجان بابتيست كاربو.

## أعمال محددة
يختلف عمله في الأسلوب والمواد. نحتَ المعالمَ الأثرية في إستونيا وسانت بطرسبورغ وشبه جزيرة القرم، بالإضافة إلى النحت المعماري والشخصيات المجازية والصور الشخصية.
- صياد من جزيرة موهو (الجص، 1892)
- في توقع قلق (البرونزية، 1897)
- منحوتات مجازية للتجارة والصناعة والعلوم والفنون على واجهة متجر إليسيف في سانت بطرسبرغ (البرونزية، 1902)
- نصب روسالكا التذكاري، كادريورج (1902)
- نحت استعاري لبيت المغني، سانت بطرسبرغ (1902-1904)
- تيمبيون (بالإنجليزية: Champion )، تمثال برونزي للرجل القوي الإستوني جورج لوريش (1903) [7]
- القوارب المفقودة في البحر، سيفاستوبول (1904)
- نصب تذكاري للرسام الإستوني يوهان كولر، مقبرة سوري جاني (1912)
- النصب التذكاري لحرب الاستقلال الإستونية (1928، تم تدميره عام 1945)
- نصب تذكاري للشاعرة الإستونية ليديا كويدولا، بارنو (1929)

## الصور

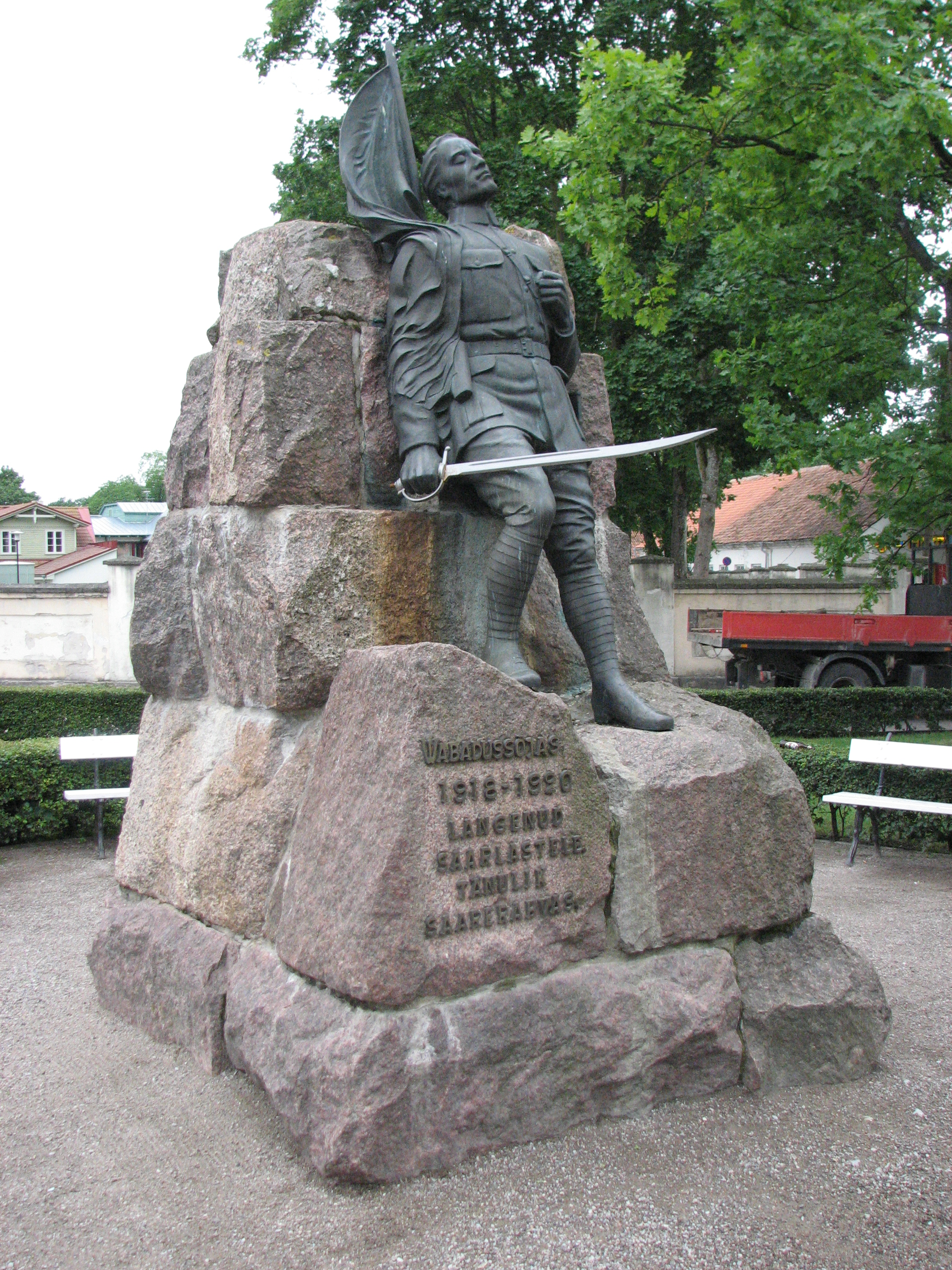
نسخة من النصب التذكاري الأصلي لضحايا حرب الاستقلال الإستونية، كوريسار
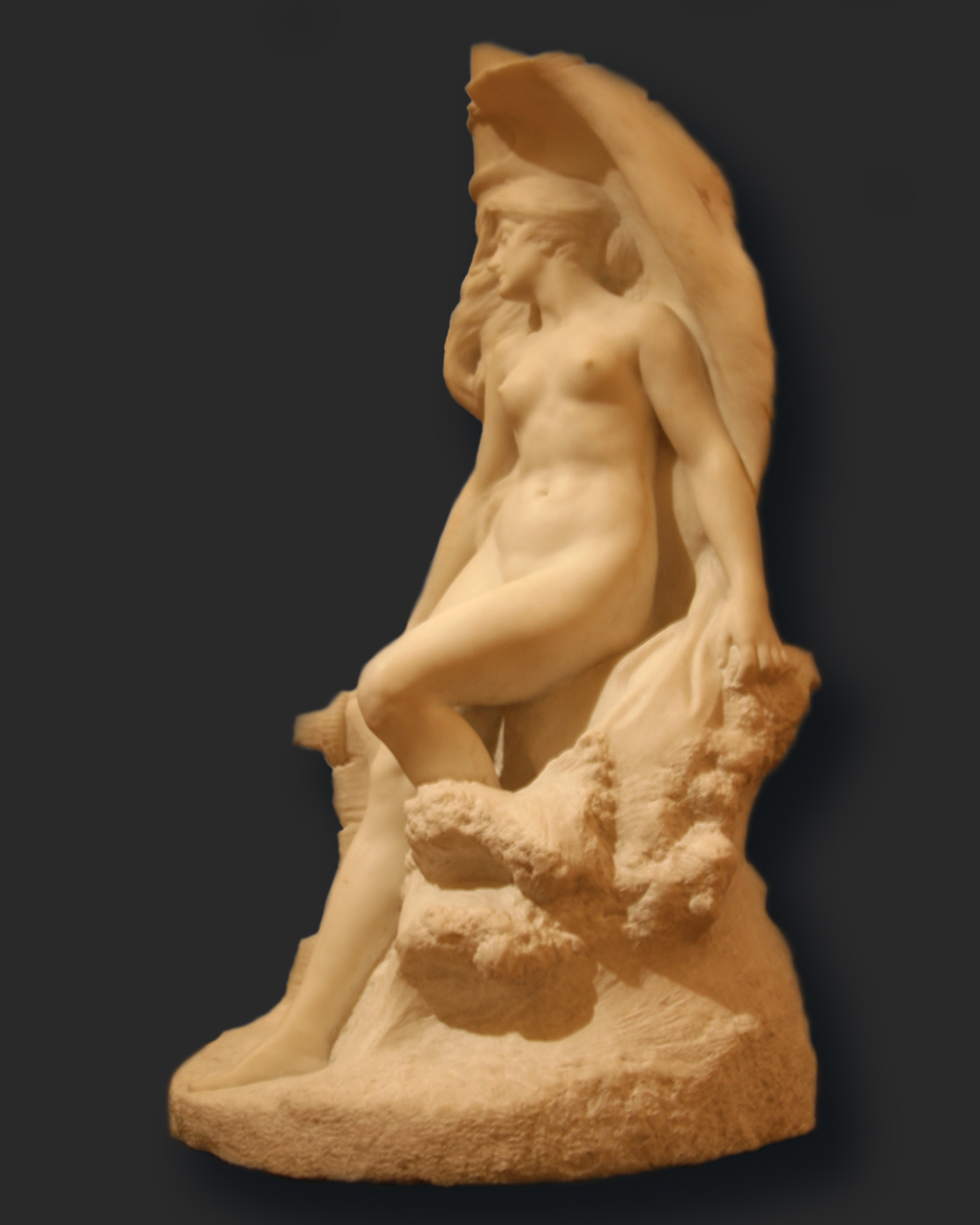
التنهيدة الأخيرة للسفينة، في حساء، 1899
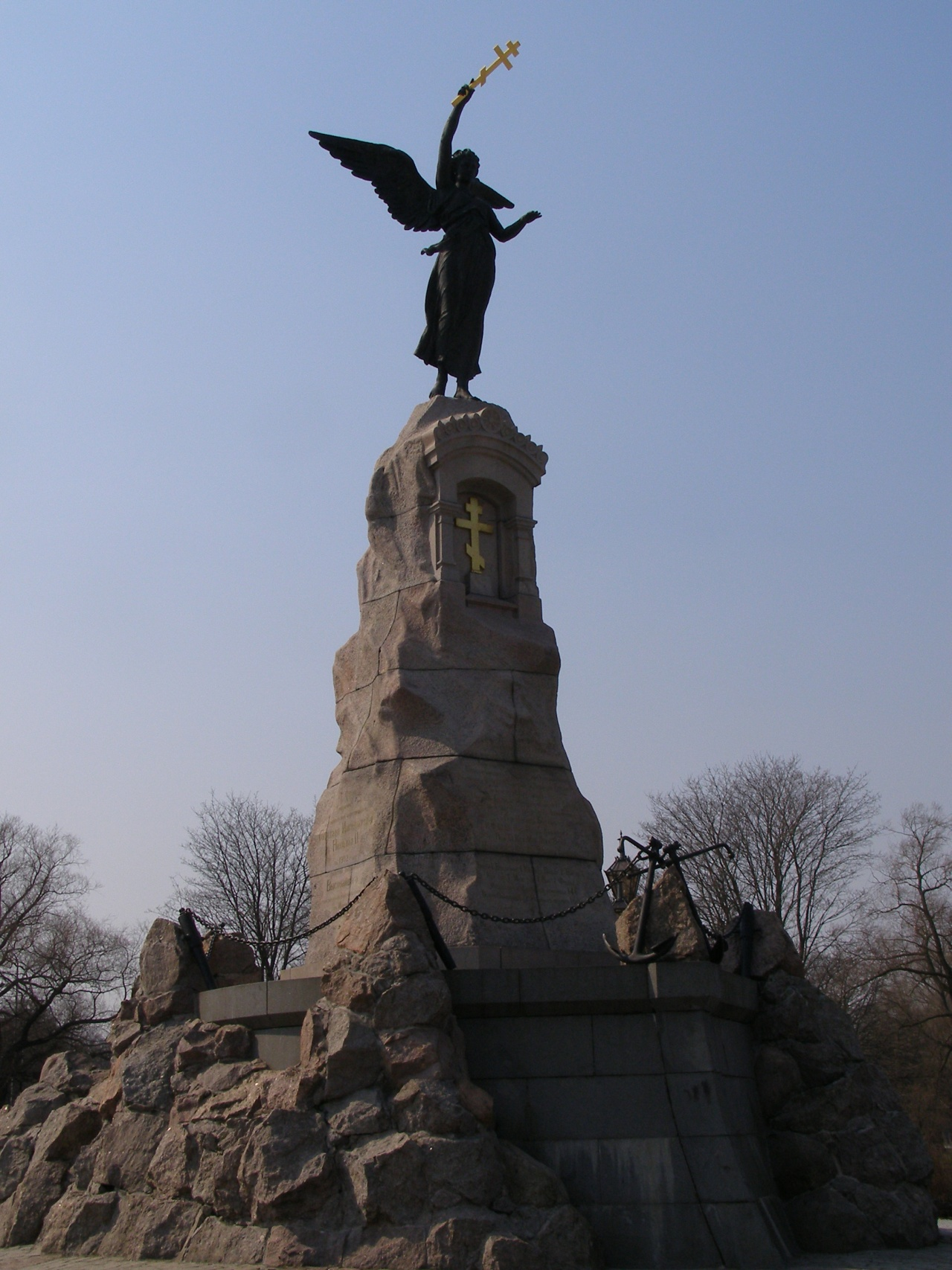
نصب تذكاري لبحارة السفينة الحربية الروسية الغارقة روسالكا، تالين، 1902
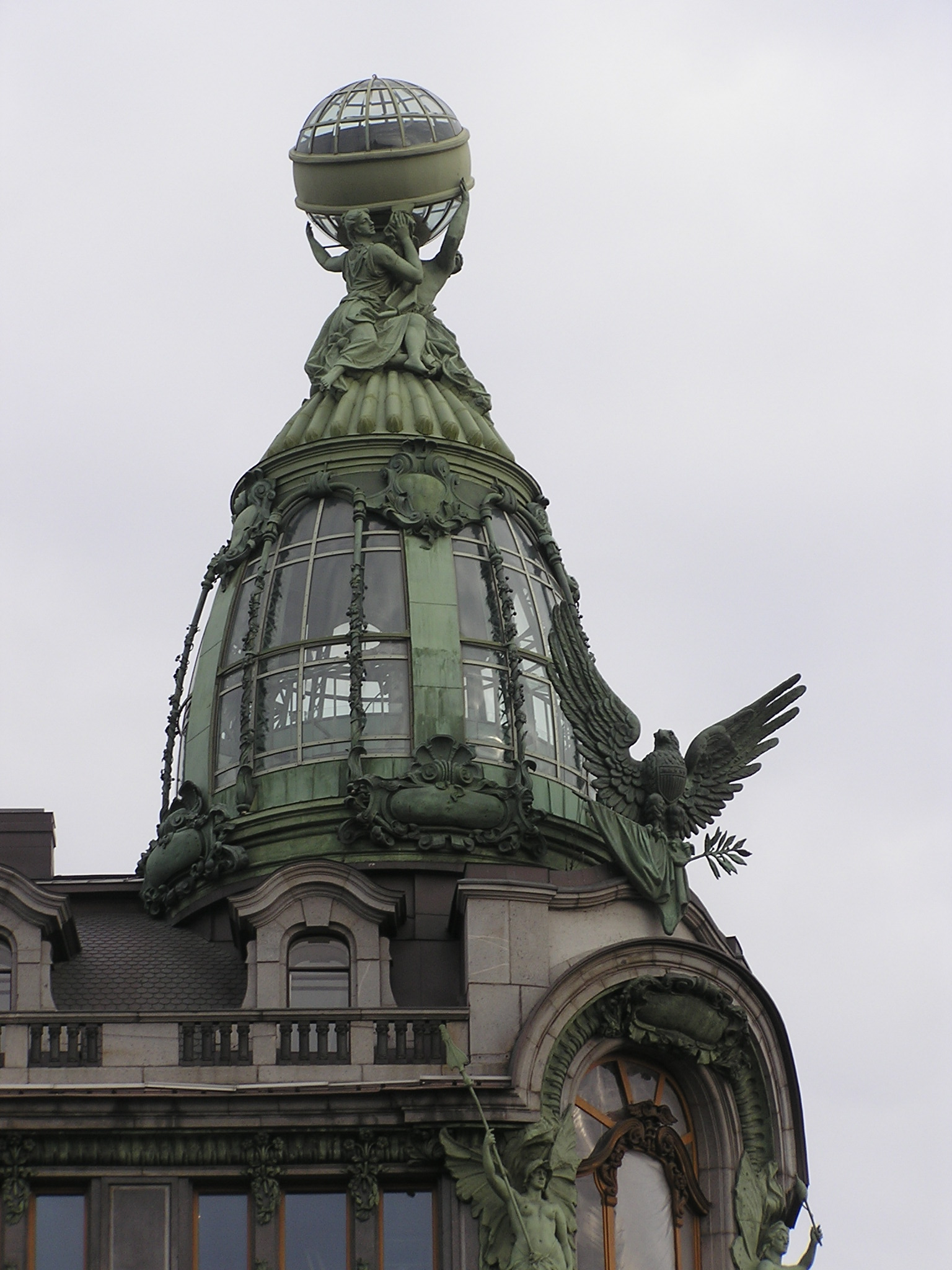
شخصيات نهائية وكرة أرضية، بيت المغني. سانت بطرسبرغ، 1902-1904
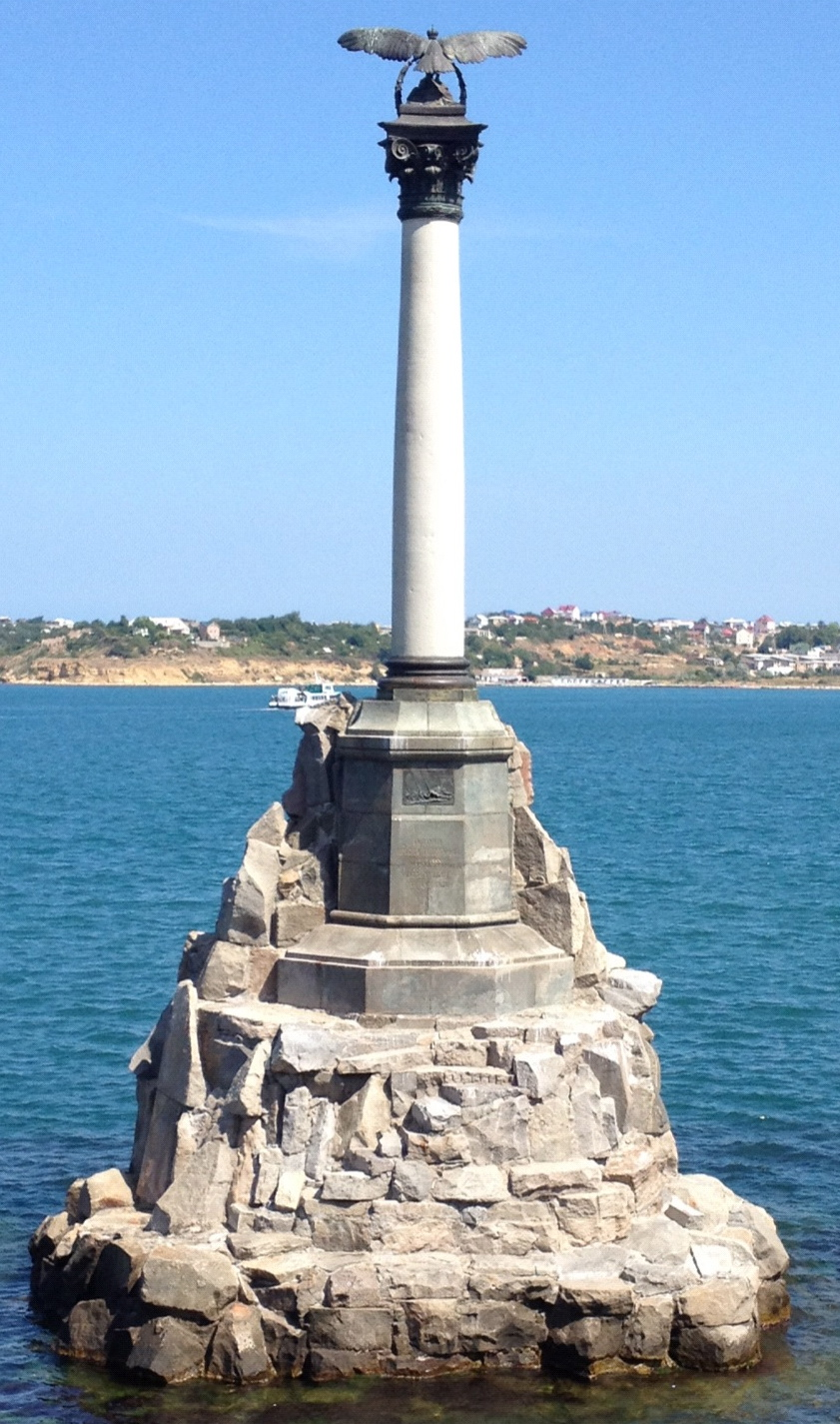
النصب التذكاري للسفن الغارقة، سيفاستوبول، شبه جزيرة القرم، 1905
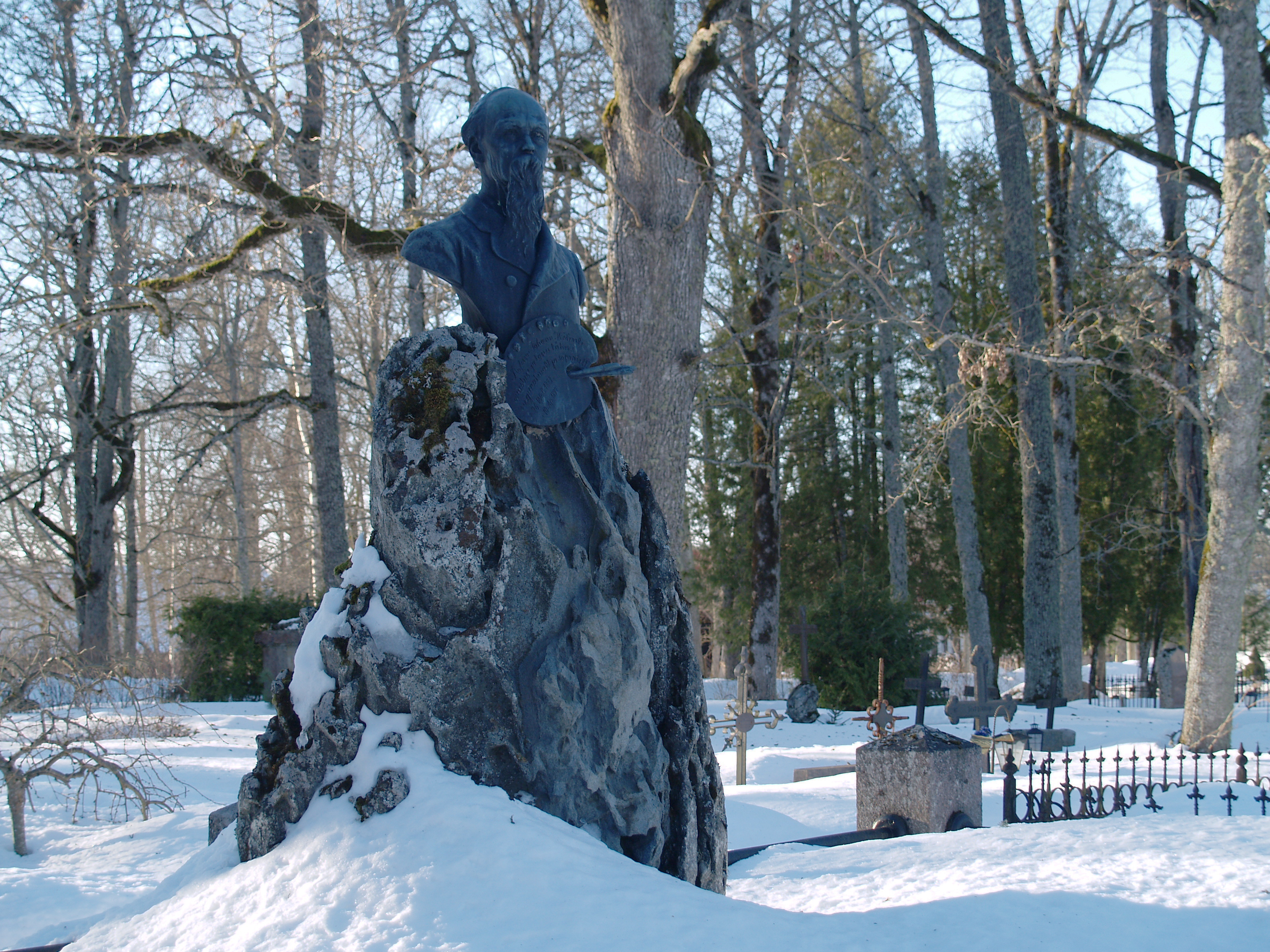
النصب التذكاري ليوهان كولر، مقبرة سوري جاني، 1912
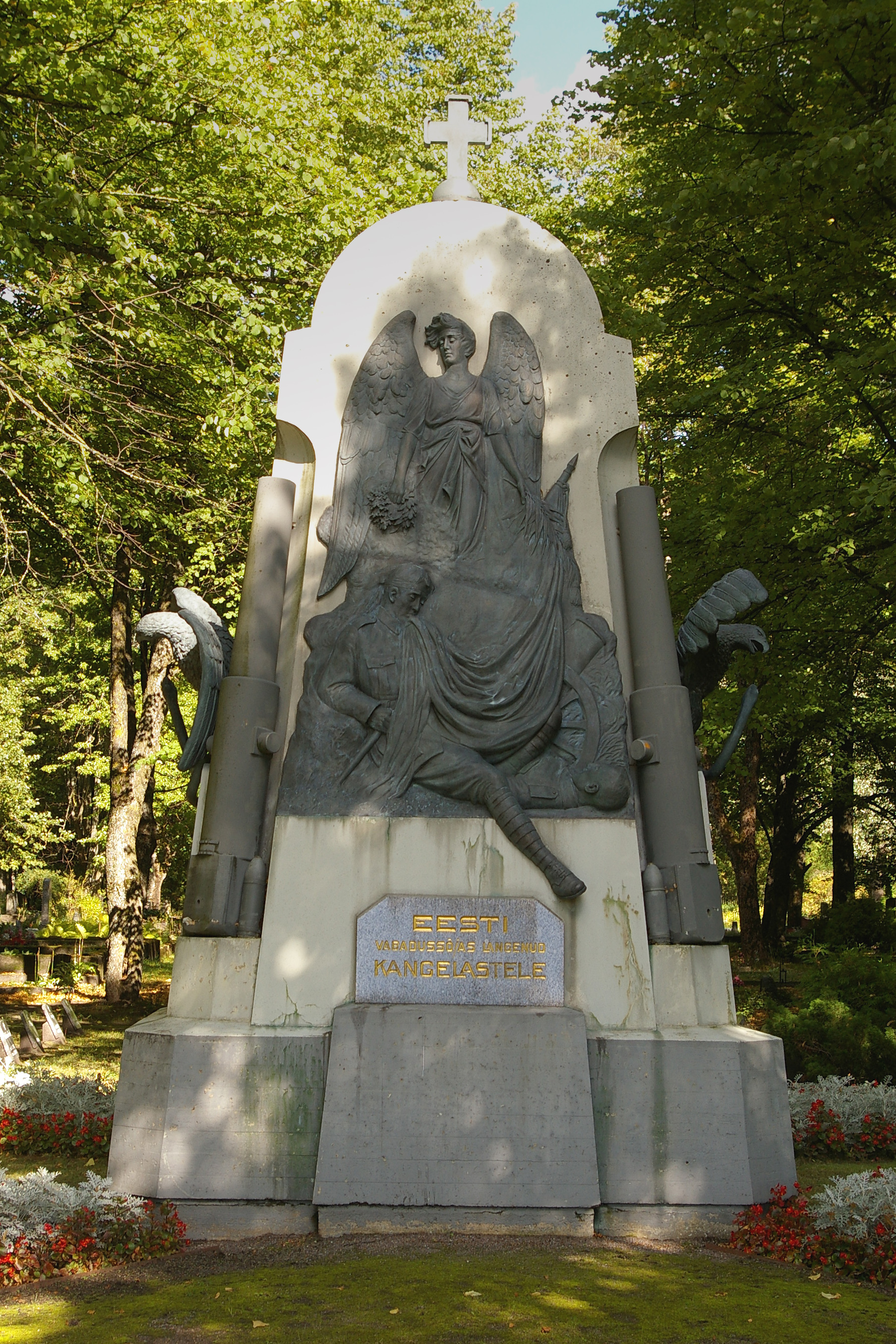
نصب تذكاري لضحايا حرب الاستقلال الإستونية، بارنو، 1922
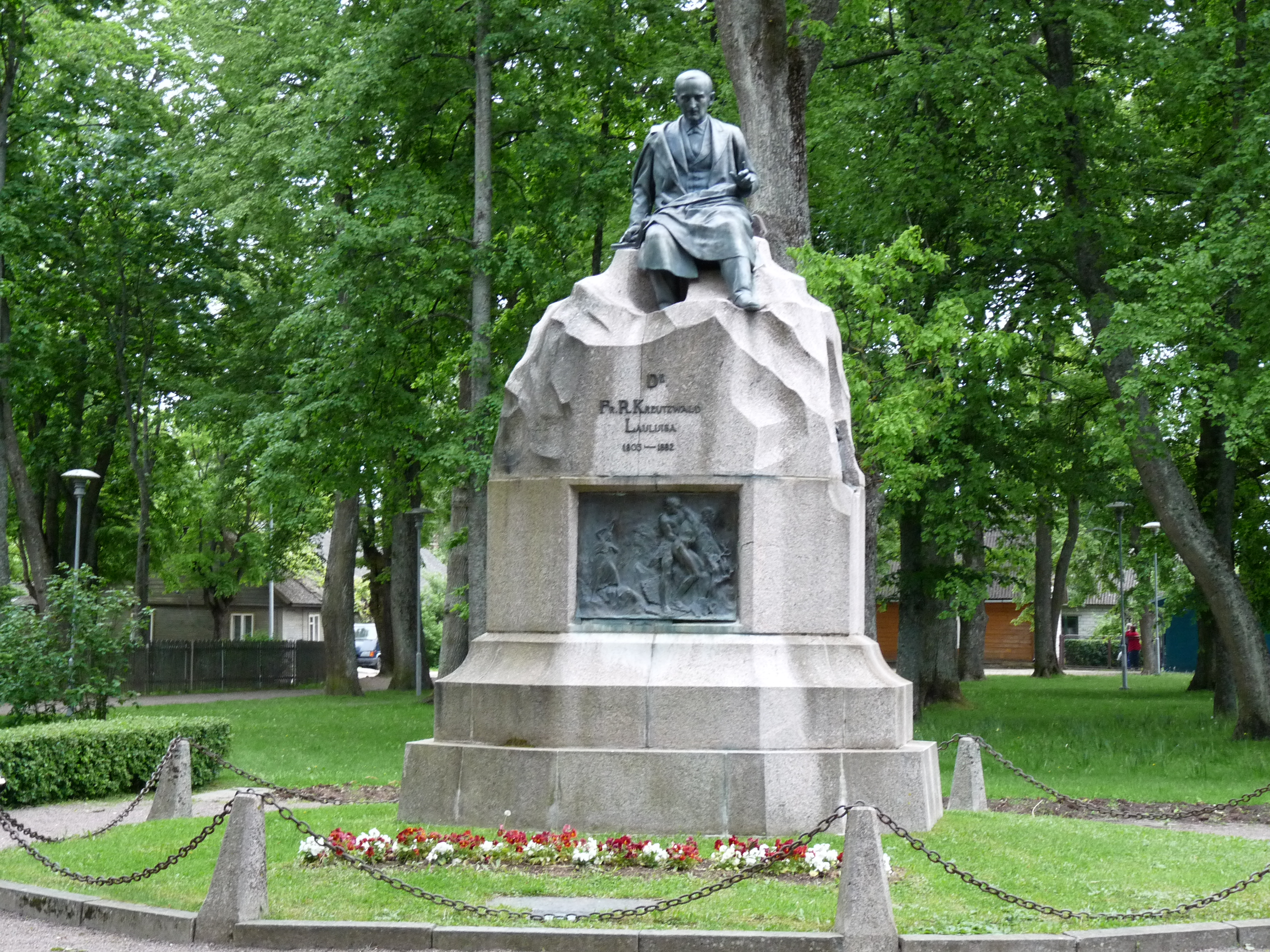
نصب تذكاري لفريدريش رينهولد كروتزوالد، فورو، 1926
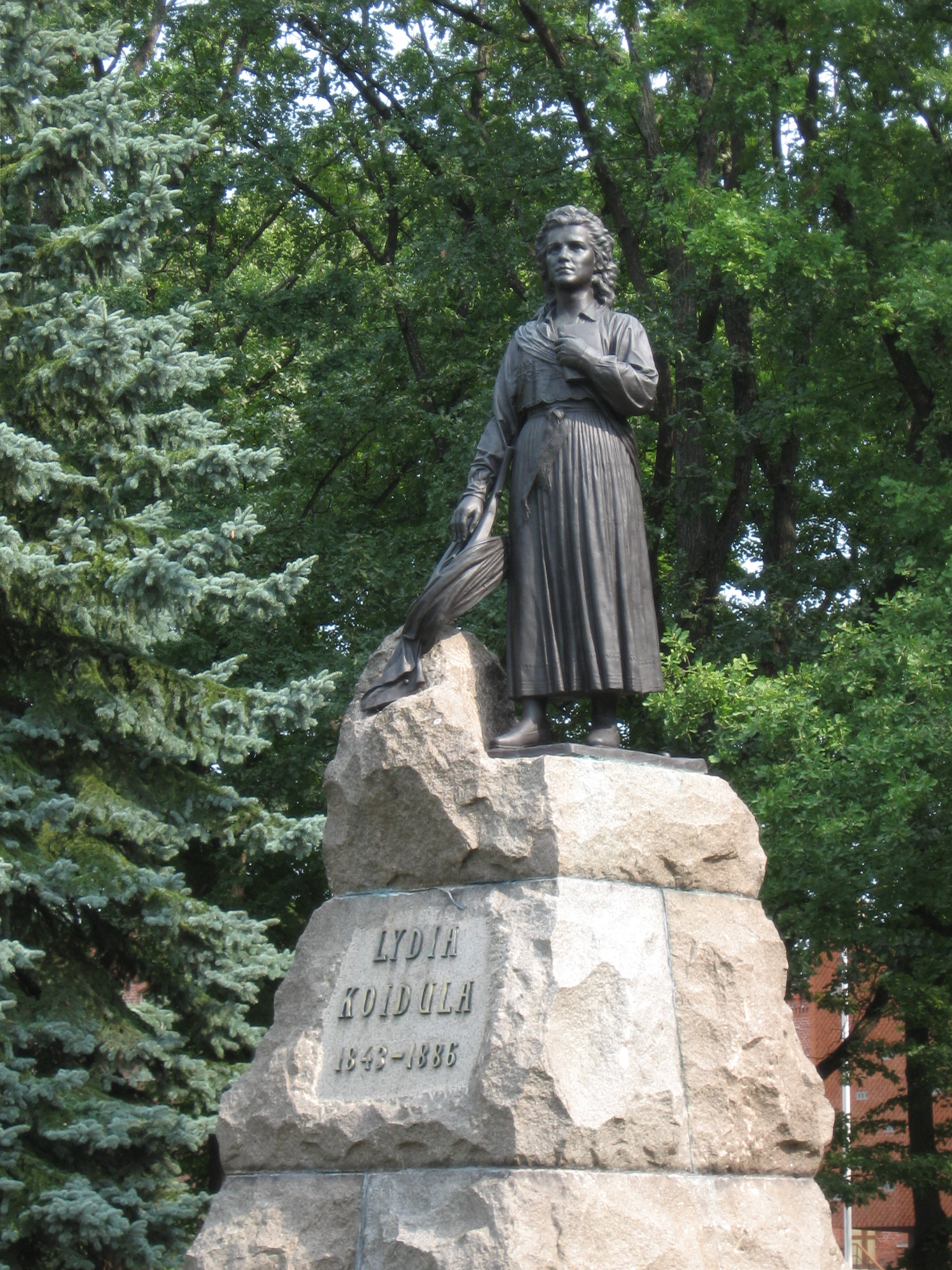
نصب تذكاري ليديا كويدولا، بارنو، 1929

## ملحوظات
1. ↑  In a 24 September 1925 congratulatory article ahead of his[5] 70th birthday, the Estonian newspaper Postimees wrote in a biographical paragraph that his father had originated "from an old Swedish family".

## روابط خارجية
- طابع بريدي إستوني
- أماندوس أدامسون، 1855–1929، بقلم تينا نورك، إيستي إن إس في كونست (1959)
- أماندوس أدامسون